# 乾亀松
乾 亀松（いぬい かめまつ、1858年3月7日〈安政5年1月22日〉 - 1925年〈大正14年〉12月23日）は、日本の政治家（衆議院議員、大阪府郡部選出、当選1回、立憲政友会）、篤農家。

## 人物
大阪府中河内郡南高安村大字恩智（現・大阪府八尾市）出身。喜一の長男。18歳の時に父が病没し、家督を相続する。
恩智村総代役、同村会議員、高安村会議員、中河内郡会議員、大阪府会議員・同議長、同参事会員、郡部会副議長に挙げられる。また水利築留樋連合会議員、学事委員、地押調査掛、地方森林会議員等となる。
1902年、八尾銀行監査役に就任。1909年、八尾銀行取締役に就任。住所は大阪府中河内郡南高安村大字恩智。

## 家族・親族
乾家
家系について『大日本人物誌 一名・現代人名辞書』によると「先祖は楠公の忠臣恩智氏より出て、足利執政の当時その邸が辰巳に相対するを以て姓を乾氏に改める。恩智村字乾小路はこれより起る。代を累ね19代である。」という。
- 長男・利一（1888年[8] - ？、中国合同電気[9]、山陽商事[10]各取締役） - 住所は岡山市四番町[8]、東京市淀橋区上落合[9]、大阪府中河内郡南高安村[10]。
  - 同妻（1895年 - ？、兵庫、牛尾梅吉の養子）[9]

親戚
- 牛尾梅吉（牛尾合資会社代表社員、資産家）